# Sportverein Darmstadt 1898 2016-2017
Questa voce raccoglie le informazioni riguardanti il Darmstadt 1898 nelle competizioni ufficiali della stagione calcistica 2016-2017.

## Stagione
Nella stagione 2016-2017 il Darmstadt, allenato da Torsten Frings, concluse il campionato di Bundesliga al 18º posto e retrocesse in 2. Bundesliga. In coppa di Germania il Darmstadt fu eliminato al secondo turno dall'Astoria Walldorf.

## Organigramma societario
Area tecnica
- Allenatore: Torsten Frings
- Allenatore in seconda: Björn Müller
- Preparatore dei portieri: Dimo Wache
- Preparatori atletici: Kai Peter Schmitz

## Rosa
| N. |                         | Ruolo | Calciatore             |
| -- | ----------------------- | ----- | ---------------------- |
| 24 | Ucraina (bandiera)      | P     | Igor Berezovskiy       |
| 31 | Germania (bandiera)     | P     | Michael Esser          |
| 1  | Portogallo (bandiera)   | P     | Daniel Heuer Fernandes |
| 36 | Germania (bandiera)     | D     | Can Luka Aydogan       |
| 26 | Danimarca (bandiera)    | D     | Patrick Banggaard      |
| 7  | Ucraina (bandiera)      | D     | Artem Fedec'kyj        |
| 5  | Germania (bandiera)     | D     | Benjamin Gorka         |
| 2  | Germania (bandiera)     | D     | Leon Guwara            |
| 21 | Germania (bandiera)     | D     | Immanuel Höhn          |
| 32 | Germania (bandiera)     | D     | Fabian Holland         |
| 36 | RD del Congo (bandiera) | D     | Wilson Kamavuaka       |
| 3  | Svezia (bandiera)       | D     | Alexander Milošević    |
| 17 | Germania (bandiera)     | D     | Sandro Sirigu          |
| 13 | Germania (bandiera)     | D     | Markus Steinhöfer      |
| 4  | Turchia (bandiera)      | D     | Aytaç Sulu             |
| 34 | Turchia (bandiera)      | C     | Hamit Altıntop         |

| N. |                                 | Ruolo | Calciatore          |
| -- | ------------------------------- | ----- | ------------------- |
| 37 | Germania (bandiera)             | C     | Liam Fisch          |
| 8  | Germania (bandiera)             | C     | Jérôme Gondorf      |
| 20 | Germania (bandiera)             | C     | Marcel Heller       |
| 18 | Germania (bandiera)             | C     | Peter Niemeyer      |
| 10 | Germania (bandiera)             | C     | Jan Rosenthal       |
| 33 | Germania (bandiera)             | C     | Sidney Sam          |
| 38 | Germania (bandiera)             | C     | Daniel Thur         |
| 6  | Bosnia ed Erzegovina (bandiera) | C     | Mario Vrančić       |
| 35 | Germania (bandiera)             | C     | Johannes Wolff      |
| 15 | Stati Uniti (bandiera)          | A     | Terrence Boyd       |
| 16 | Croazia (bandiera)              | A     | Antonio Čolak       |
| 22 | Ucraina (bandiera)              | A     | Denys Olijnyk       |
| 19 | Germania (bandiera)             | A     | Felix Platte        |
| 39 | Germania (bandiera)             | A     | Sven Schipplock     |
| 9  | Germania (bandiera)             | A     | Dominik Stroh-Engel |
| 40 | Germania (bandiera)             | A     | Silas Zehnder       |

## Risultati

### Bundesliga

#### Girone di andata
| Arbitro: | Ittrich |

|                       |           |  |
| Risse 11’ Modeste 61’ | Marcatori |  |

| Arbitro: | Zwayer |

|            |           |  |
| Sirigu 90’ | Marcatori |  |

| Arbitro: | Brand |

|                                                       |           |  |
| Castro 7’, 78’ Ramos 48’ Pulisic 54’ Rode 84’ Mor 88’ | Marcatori |  |

| Arbitro: | Willenborg |

|             |           |              |
| Olijnyk 90’ | Marcatori | 46’ Kramarić |

| Arbitro: | Winkmann |

|                 |           |  |
| Finnbogason 47’ | Marcatori |  |

| Arbitro: | Drees |

|                       |           |                     |
| Čolak 19’ (rig.), 73’ | Marcatori | 51’ Sané 67’ Gnabry |

| Arbitro: | Brych |

|                               |           |                    |
| de Blasis 5’ Malli 56’ (rig.) | Marcatori | 90’ (rig.) Gondorf |

| Arbitro: | Schmidt |

|                                            |           |           |
| Ben-Hatira 25’ Kleinheisler 68’ Sirigu 76’ | Marcatori | 60’ Gómez |

| Arbitro: | Stark |

|  |           |                   |
|  | Marcatori | 57’, 81’ Sabitzer |

| Arbitro: | Osmers |

|                                        |           |                       |
| Çalhanoğlu 32’ Brandt 56’ Aránguiz 69’ | Marcatori | 47’ Čolak 85’ Vrančić |

| Arbitro: | Dingert |

|  |           |              |
|  | Marcatori | 68’ Hartmann |

| Arbitro: | Willenborg |

|                                            |           |           |
| Kolašinac 26’ Choupo-Moting 60’ Schöpf 90’ | Marcatori | 6’ Heller |

| Arbitro: | Winkmann |

|  |           |                               |
|  | Marcatori | 30’ Gregoritsch 90’ Ostrzolek |

| Arbitro: | Stark |

|                     |           |  |
| Petersen 86’ (rig.) | Marcatori |  |

| Arbitro: | Dankert |

|  |           |           |
|  | Marcatori | 71’ Costa |

| Arbitro: | Hartmann |

|                            |           |  |
| Plattenhardt 53’ Kalou 66’ | Marcatori |  |

| Darmstadt 21 gennaio 2017, ore 15:30 CET 17ª giornata | Darmstadt | 0 – 0 referto | Borussia M'gladbach | Jonathan-Heimes-Stadion am Böllenfalltor (17 400 spett.)\| Arbitro: \| Fritz \| |
| Arbitro:                                              | Fritz     |               |                     |                                                                                 |

#### Girone di ritorno
| Arbitro: | Kampka |

|                |           |                                                                  |
| Sam 66’ (rig.) | Marcatori | 32’ (aut.) Sulu 37’, 72’ Ōsako 42’ Modeste 85’ Jojić 89’ Rudņevs |

| Arbitro: | Gräfe |

|                             |           |  |
| Hasebe 74’ (rig.) Rebić 83’ | Marcatori |  |

| Arbitro: | Stark |

|                    |           |               |
| Boyd 21’ Čolak 67’ | Marcatori | 44’ Guerreiro |

| Arbitro: | Brych |

|                          |           |  |
| Kramarić 64’, 90’ (rig.) | Marcatori |  |

| Arbitro: | Drees |

|            |           |                                   |
| Heller 47’ | Marcatori | 55’ (rig.) Verhaegh 85’ Bobadilla |

| Arbitro: | Winkmann |

|                       |           |  |
| Kruse 75’ (rig.), 90’ | Marcatori |  |

| Arbitro: | Willenborg |

|                        |           |             |
| Sulu 5’ Sam 12’ (rig.) | Marcatori | 45’ Quaison |

| Arbitro: | Brych |

|           |           |  |
| Gómez 45’ | Marcatori |  |

| Arbitro: | Dankert |

|                                       |           |  |
| Keïta 12’, 80’ Forsberg 67’ Orban 79’ | Marcatori |  |

| Arbitro: | Brand |

|  |           |                        |
|  | Marcatori | 15’ Brandt 56’ Volland |

| Arbitro: | Gräfe |

|                                |           |                         |
| Groß 19’ Cohen 68’ Suttner 72’ | Marcatori | 33’, 39’ (rig.) Vrančić |

| Arbitro: | Ittrich |

|                         |           |          |
| Vrančić 11’ Gondorf 90’ | Marcatori | 75’ Coke |

| Arbitro: | Stegemann |

|                    |           |                     |
| Holland 90’ (aut.) | Marcatori | 51’ Sulu 53’ Platte |

| Arbitro: | Cortus |

|                                       |           |  |
| Platte 22’ Gondorf 45’ Schipplock 65’ | Marcatori |  |

| Arbitro: | Winkmann |

|            |           |  |
| Bernat 18’ | Marcatori |  |

| Arbitro: | Brand |

|  |           |                           |
|  | Marcatori | 15’ Kalou 28’ Torunarigha |

| Arbitro: | Stark |

|                        |           |                           |
| Hazard 50’ Raffael 65’ | Marcatori | 62’ Schipplock 90’ Heller |

### Coppa di Germania
| Arbitro: | Koslowski |

|  |           |                                                                            |
|  | Marcatori | 17’, 45’, 58’ Čolak 22’ (aut.) Kmieć 40’ Heller 56’ Gondorf 87’ Schipplock |

| Arbitro: | Steinhaus |

|                 |           |  |
| Hillenbrand 32’ | Marcatori |  |

## Statistiche

### Statistiche di squadra
| Competizione      | Punti | In casa | In casa | In casa | In casa | In casa | In casa | In trasferta | In trasferta | In trasferta | In trasferta | In trasferta | In trasferta | Totale | Totale | Totale | Totale | Totale | Totale | DR  |
| Competizione      | Punti | G       | V       | N       | P       | Gf      | Gs      | G            | V            | N            | P            | Gf           | Gs           | G      | V      | N      | P      | Gf     | Gs     | DR  |
| ----------------- | ----- | ------- | ------- | ------- | ------- | ------- | ------- | ------------ | ------------ | ------------ | ------------ | ------------ | ------------ | ------ | ------ | ------ | ------ | ------ | ------ | --- |
| Bundesliga        | 25    | 17      | 6       | 3       | 8       | 18      | 25      | 17           | 1            | 1            | 15           | 10           | 38           | 34     | 7      | 4      | 23     | 28     | 63     | -35 |
| Coppa di Germania | -     | 0       | 0       | 0       | 0       | 0       | 0       | 2            | 1            | 0            | 1            | 7            | 1            | 2      | 1      | 0      | 1      | 7      | 1      | +6  |
| Totale            | -     | 17      | 6       | 3       | 8       | 18      | 25      | 19           | 2            | 1            | 16           | 17           | 39           | 36     | 8      | 4      | 24     | 35     | 64     | -29 |

### Andamento in campionato
| Giornata  | 1  | 2  | 3  | 4  | 5  | 6  | 7  | 8  | 9  | 10 | 11 | 12 | 13 | 14 | 15 | 16 | 17 | 18 | 19 | 20 | 21 | 22 | 23 | 24 | 25 | 26 | 27 | 28 | 29 | 30 | 31 | 32 | 33 | 34 |
| --------- | -- | -- | -- | -- | -- | -- | -- | -- | -- | -- | -- | -- | -- | -- | -- | -- | -- | -- | -- | -- | -- | -- | -- | -- | -- | -- | -- | -- | -- | -- | -- | -- | -- | -- |
| Luogo     | T  | C  | T  | C  | T  | C  | T  | C  | C  | T  | C  | T  | C  | T  | C  | T  | C  | C  | T  | C  | T  | C  | T  | C  | T  | T  | C  | T  | C  | T  | C  | T  | C  | T  |
| Risultato | P  | V  | P  | N  | P  | N  | P  | V  | P  | P  | P  | P  | P  | P  | P  | P  | N  | P  | P  | V  | P  | P  | P  | V  | P  | P  | P  | P  | V  | V  | V  | P  | P  | N  |
| Posizione | 16 | 12 | 14 | 14 | 14 | 14 | 15 | 13 | 14 | 15 | 15 | 15 | 16 | 18 | 18 | 18 | 18 | 18 | 18 | 18 | 18 | 18 | 18 | 18 | 18 | 18 | 18 | 18 | 18 | 18 | 18 | 18 | 18 | 18 |

Legenda:

Luogo: C = Casa; T = Trasferta. Risultato: V = Vittoria; N = Pareggio; P = Sconfitta.

### Statistiche dei giocatori
| Giocatore       | Bundesliga | Bundesliga | Bundesliga  | Bundesliga | Coppa di Germania | Coppa di Germania | Coppa di Germania | Coppa di Germania | Totale   | Totale | Totale      | Totale     |
| Giocatore       | Presenze   | Reti       | Ammonizioni | Espulsioni | Presenze          | Reti              | Ammonizioni       | Espulsioni        | Presenze | Reti   | Ammonizioni | Espulsioni |
| --------------- | ---------- | ---------- | ----------- | ---------- | ----------------- | ----------------- | ----------------- | ----------------- | -------- | ------ | ----------- | ---------- |
| I. Berezovskiy  | -          | -          | -           | -          | -                 | -                 | -                 | -                 | -        | -      | -           | -          |
| M. Esser        | 28         | 0          | 3           | 0          | 2                 | 0                 | 0                 | 0                 | 30       | 0      | 3           | 0          |
| D. Fernandes    | 7          | 0          | 0           | 0          | -                 | -                 | -                 | -                 | 7        | 0      | 0           | 0          |
| C. Aydogan      | -          | -          | -           | -          | -                 | -                 | -                 | -                 | -        | -      | -           | -          |
| P. Banggaard    | 9          | 0          | 4           | 0          | -                 | -                 | -                 | -                 | 9        | 0      | 4           | 0          |
| A. Fedec'kyj    | 16         | 0          | 4           | 0          | 1                 | 0                 | 0                 | 0                 | 17       | 0      | 4           | 0          |
| B. Gorka        | 1          | 0          | 0           | 0          | -                 | -                 | -                 | -                 | 1        | 0      | 0           | 0          |
| L. Guwara       | 17         | 0          | 1           | 1          | -                 | -                 | -                 | -                 | 17       | 0      | 1           | 1          |
| I. Höhn         | 12         | 0          | 3           | 0          | 2                 | 0                 | 0                 | 0                 | 14       | 0      | 3           | 0          |
| F. Holland      | 26         | 0          | 2           | 0          | 2                 | 0                 | 0                 | 0                 | 28       | 0      | 2           | 0          |
| W. Kamavuaka    | 8          | 0          | 2           | 0          | -                 | -                 | -                 | -                 | 8        | 0      | 2           | 0          |
| A. Milošević    | 18         | 0          | 4           | 0          | 2                 | 0                 | 0                 | 0                 | 20       | 0      | 4           | 0          |
| S. Sirigu       | 30         | 2          | 4           | 1          | 1                 | 0                 | 0                 | 0                 | 31       | 2      | 4           | 1          |
| M. Steinhöfer   | 7          | 0          | 0           | 0          | -                 | -                 | -                 | -                 | 7        | 0      | 0           | 0          |
| A. Sulu         | 27         | 2          | 7           | 0          | 2                 | 0                 | 0                 | 0                 | 29       | 2      | 7           | 0          |
| H. Altıntop     | 16         | 0          | 3           | 0          | -                 | -                 | -                 | -                 | 16       | 0      | 3           | 0          |
| L. Fisch        | -          | -          | -           | -          | -                 | -                 | -                 | -                 | -        | -      | -           | -          |
| J. Gondorf      | 29         | 3          | 7           | 0          | 2                 | 1                 | 0                 | 0                 | 31       | 4      | 7           | 0          |
| M. Heller       | 32         | 3          | 2           | 0          | 2                 | 1                 | 0                 | 0                 | 34       | 4      | 2           | 0          |
| P. Niemeyer     | 15         | 0          | 5           | 1          | 2                 | 0                 | 0                 | 0                 | 17       | 0      | 5           | 1          |
| J. Rosenthal    | 19         | 0          | 3           | 0          | -                 | -                 | -                 | -                 | 19       | 0      | 3           | 0          |
| S. Sam          | 13         | 2          | 1           | 0          | -                 | -                 | -                 | -                 | 13       | 2      | 1           | 0          |
| D. Thur         | -          | -          | -           | -          | -                 | -                 | -                 | -                 | -        | -      | -           | -          |
| M. Vrančić      | 23         | 4          | 1           | 1          | 2                 | 0                 | 0                 | 0                 | 25       | 4      | 1           | 1          |
| J. Wolff        | -          | -          | -           | -          | -                 | -                 | -                 | -                 | -        | -      | -           | -          |
| T. Boyd         | 7          | 1          | 1           | 0          | -                 | -                 | -                 | -                 | 7        | 1      | 1           | 0          |
| A. Čolak        | 22         | 4          | 0           | 1          | 2                 | 3                 | 0                 | 0                 | 24       | 7      | 0           | 1          |
| D. Olijnyk      | 4          | 1          | 0           | 0          | -                 | -                 | -                 | -                 | 4        | 1      | 0           | 0          |
| F. Platte       | 9          | 2          | 1           | 0          | -                 | -                 | -                 | -                 | 9        | 2      | 1           | 0          |
| S. Schipplock   | 23         | 2          | 3           | 0          | 2                 | 1                 | 0                 | 0                 | 25       | 3      | 3           | 0          |
| D. Stroh-Engel  | 4          | 0          | 0           | 0          | 1                 | 0                 | 0                 | 0                 | 5        | 0      | 0           | 0          |
| S. Zehnder      | 1          | 0          | 0           | 0          | -                 | -                 | -                 | -                 | 1        | 0      | 0           | 0          |
| Ä. Ben-Hatira   | 11         | 1          | 3           | 0          | -                 | -                 | -                 | -                 | 11       | 1      | 3           | 0          |
| R. Bezjak       | 11         | 0          | 0           | 0          | 1                 | 0                 | 0                 | 0                 | 12       | 0      | 0           | 0          |
| F. Jungwirth    | 16         | 0          | 2           | 0          | -                 | -                 | -                 | -                 | 16       | 0      | 2           | 0          |
| L. Kleinheisler | 12         | 1          | 0           | 0          | 1                 | 0                 | 0                 | 0                 | 13       | 1      | 0           | 0          |
| V. Obinna       | 2          | 0          | 0           | 0          | 1                 | 0                 | 0                 | 0                 | 3        | 0      | 0           | 0          |